# Відступники
«Відступники» (англ. The Departed) — художній фільм 2006 року режисера Мартіна Скорсезе. Картина поєднує в собі жанри кримінальної драми й трилера.
На 1 березня 2024 року фільм займав 40-ву позицію у списку 250 найкращих фільмів за версією IMDb. Для прокату в Україні кінокомпанія Синергія Україна створила україномовний дубляж й стрічка стала однією з перших, які йшли в кінотеатрах України з україномовним дубляжем. Опісля фільм не виходив на домашньому відео з україномовним дубляжем і станом на 2020 український дубляж фільму досі не знайдено та не відновлено.

## Сюжет
Слогани:
- «Полісмени чи злочинці. Коли ти бачиш перед собою заряджений пістолет, то яка різниця?»
- «Брехня. Зрада. Самопожертва. Як далеко ти зайдеш?»

Фільм починається «кілька років тому» в Бостоні, штат Массачусетс, де кримінальний бос Френк Костелло (Джек Ніколсон) бере під своє крило десятирічного Коліна Саллівана, збираючись в майбутньому зробити його своєю людиною в поліції. Минають роки й Салліван (Метт Деймон) закінчує школу поліції штату Массачусетс. Разом з ним там вчилися Беріган (Джеймс Бедж Дейл), Браун (Ентоні Андерсон) і Біллі Костіган (Леонардо ДіКапріо). Потрапивши на роботу в поліцію штату, Салліван починає передавати інформацію Костелло; а в цей час капітан Куїнан (Мартін Шин) і сержант Дігнам (Марк Волберг) направляють Костігана на здійснення нападу, після якого він потрапляє до в'язниці, а, вийшовши звідти, починає продавати наркотики разом зі своїм кузеном, щоб привернути увагу Костелло, увійти до його оточення і шпигувати для поліції.
Салліван незабаром йде на підвищення у Відділ особливих розслідувань (ВОР), очолюваний капітаном Елербі (Алек Болдвін). Тимчасом, Костіган влаштовує декілька бійок на території Костелло, чим привертає до себе увагу; Костелло випробовує Біллі та приймає до своєї команди. У Саллівана складаються романтичні стосунки з кримінальним психологом Медолін Мейден (Віра Фарміґа), яка одночасно призначена спостерігати за психічним станом Костігана. Костіган разом з правою рукою Костелло, Містером Французом (Рей Вінстон), бере участь у декількох злочинних акціях і одночасно збирає інформацію.
Через рік Костелло збирається продати вкрадені мікропроцесори для ракет китайцям і знаходиться під постійним спостереженням поліції штату. Використовуючи SMS Салліван намагається врятувати людей Костелло від арешту, тоді як Костіган продовжує збирати інформацію і передавати її поліції. Коли стає ясно, що шпигування йде в обидві сторони, Костіган панікує. Салліван, який щойно переїхав в нову квартиру разом з Медолін, просить Костелло зібрати у його людей дані соціального страхування, щоб перевірити їх у поліцейській базі даних і виявити засланого агента. Костіган же виявляє, що Костелло є інформатором ФБР.
Костелло і Салліван зустрічаються в порнокінотеатрі, де Костелло передає Саллівану конверт з даними про всіх своїх людей. Костіган також перебуває там і переслідує Саллівана, але той виявляє стеження і йому вдається сховатися, так і не розкривши себе.
За іронією долі Салліван отримує завдання розкрити бандитського шпигуна у ВОР, яким сам і є, а також він повинен виявити інформатора серед людей Костелло (тобто Костігана). Салліван приставляє поліцейських для стеження за Квінаном, сподіваючись, що той виведе його на свого інформатора. Через декілька днів Костіган і Квінан зустрічаються на даху хмарочоса; Салліван направляє туди людей Костелло, але Костіган також отримує повідомлення і застерігає Квінана — за ним стежили. Їм не вдається втекти до прибуття людей Костелло, тому Квінан радить Костігану бігти через пожежний вихід, поки він сам відволікатиме бандитів. Як тільки Костіган вибирається з будівлі, до його ніг падає тіло Квінана. У перестрілці, що зав'язалася, між бандитами й поліцейськими, людям Костелло разом з Костіганом, який влаштував все так, як ніби він просто запізнився, вдається піти.
Через смерть Квінана між Салліваном і Дігнамом спалахує сварка, і Дігнам (який підозрює що Салліван і є подвійним агентом) за наказом начальства вирушає у відпустку, внаслідок чого обриваються всі ниточки між поліцією і Костіганом. Вивчаючи документи Квінана, Салліван знаходить записку Костігана, в якій повідомляється, що Костелло, — інформатор ФБР, через що Салліван починає боятися, що його особа буде розкрита. Він дзвонить Костігану по телефону Квінана, представляючись поліцейським, який зайняв місце Квінана в цій справі. Салліван пропонує Костігану вийти зі справи й повернутися за своєю винагородою. Через декілька днів Костелло зі своїми людьми вирушає на покинутий склад, щоб забрати партію кокаїну. Салліван очолює групу захоплення, яка оточує склад. Починається перестрілка, в ході якої всі люди Костелло гинуть, а сам Салліван застрелює Костелло, дізнавшись від нього, що він працює на ФБР.
Після цього Салліван розмовляє у відділку з розсекреченим Костіганом. Коли Костіган запитує про людину Костелло в поліції, Салліван відповідає: «Ми знайдемо цього виродка». Салліван на якийсь час залишає Костігана у своєму офісі, щоб перевірити його дані на комп'ютері. В цей час Костігану на очі випадково потрапляє той самий конверт з даними людей Костелло. У цей момент Костіган відразу розуміє, що Салліван — інформатор Костелло. Костіган таємно передає Медолін конверт, який потрібно відкрити, якщо з ним щось станеться. Незабаром він посилає Саллівану аудіозапис, на якому записана розмова Саллівана з Костелло в кінотеатрі, який якраз Костелло і записував, але Медолін встигла прослухати диск із записом першою. По телефону Костіган домовляється з Салліваном про зустріч на даху будівлі, де убили Квінана, і там заарештовує його. Туди прибуває Браун, але дозволяє Костігану спуститися з Салліваном в наручниках на ліфті. Там їх очікує Берріган, який пострілом в голову вбиває Костігана, а потім і Брауна. Він — ще одна людина Костелло в поліції, про яку ніхто не знав. Берріган звільняє Саллівана і пропонує йому триматися разом, проте Салліван несподівано вбиває самого Беррігана.
Салліван відвідує похорони Костігана, де Медолін вся в сльозах відмовляється з ним розмовляти. Салліван повертається додому, де його очікує Дігнам з пістолетом. Все, що встигає сказати Салліван — це «Ну і добре» («Okay» в оригіналі), після чого Дігнам вбиває його.

## В ролях
- Леонардо ДіКапріо[4] — поліцейський Вільям «Біллі» Костіган молодший
- Метт Деймон[5] — старший сержант Колін Салліван; інформатор Кастелло
- Джек Ніколсон — Френсіс «Френк» Кастелло; бос ірландської організованої злочинності
- Марк Волберг[6] — старший сержант Шон Дігнам
- Мартін Шин — капітан Олівер Чарльз Квінан
- Рей Вінстон — Арнольд «Френчі» Френч
- Віра Фарміґа — доктор Медолін Мейдден
- Алек Болдвін — капітан Джордж Еллербі
- Ентоні Андерсон — Браун
- Кевін Корріган — Шон Костіган
- Джеймс Бедж Дейл — Берріган
- Марк Ролстон — Тімоті Делагант

## Цікаві факти
В одній зі сцен фільму Колін Салліван заявляє, що Фрейд говорив, ніби ірландці — єдиний народ, котрий не піддається психоаналізу. Насправді не існує жодних документальних свідоцтв, що Фрейд коли-небудь це говорив [7].